# Nyctimystes sanguinolenta
Nyctimystes sanguinolenta – gatunek płaza bezogonowego z podrodziny Pelodryadinae w rodzinie rzekotkowatych (Hylidae). Endemit indonezyjskiej części Nowej Gwinei.

## Rozmieszczenie geograficzne i siedlisko
Płaz występuje tylko w Indonezji. Pierwotnie znany był tylko z południa Papui w regionie rzeki Lorentz; obecnie wiadomo, że występuje też od kabupatenu Mimika na zachodzie do dorzecza rzeki Fly na wschodzie. IUCN podejrzewa, że jego zasięg występowania może być szerszy, niż to wynika z dotychczasowych obserwacji.
Płaz zamieszkuje tereny od pobliża poziomu morza do 1600 m n.p.m.
Siedliska zajmowane przez tę rzekotkę to tropikalne lasy deszczowe, lasy bagienne i bagna porośnięte przez pandany i sagowce.

## Status
W Czerwonej księdze gatunków zagrożonych IUCN płaz ten od 2020 roku klasyfikowany jest jako gatunek najmniejszej troski (LC, ang. Least Concern); wcześniej, od 2004 roku uznawano go za gatunek niedostatecznie rozpoznany (DD, ang. Data Deficient).
Nie sądzi się, by gatunkowi zagrażało obecnie jakieś poważne niebezpieczeństwo. Zamieszkuje on bowiem tereny, na których zachowało się jego naturalne siedlisko.